# Youth Without Youth
Youth Without Youth is een film uit 2007 van regisseur Francis Ford Coppola. Coppola schreef het scenario, dat gebaseerd is op de roman van Mircea Eliade.

## Inhoud
Dominic Matei is een professor wiens leven drastisch verandert na een cataclysmisch incident tijdens de duistere jaren voor het begin van de Tweede Wereldoorlog. Hij wordt gedwongen te vluchten en trekt naar verschillende locaties in landen zoals Roemenië, Malta, India en Zwitserland.